# Unstruttal
Unstruttal ist eine Gemeinde im Unstrut-Hainich-Kreis in Thüringen.

## Geografie

### Gemeindegliederung
Die 13 Ortsteile der Gemeinde sind:
- Ammern
- Dachrieden
- Dörna
- Eigenrode
- Horsmar mit Beyrode
- Kaisershagen
- Kleinkeula
- Lengefeld
- Menteroda
- Reiser
- Sollstedt
- Urbach
- Zaunröden

### Geografische Lage
Das Gemeindegebiet erstreckt sich unmittelbar nördlich der Kreisstadt Mühlhausen vom Tal der Unstrut, die das Gemeindegebiet von Norden nach Süden und die Ortsteile Reiser, Dachrieden, Horsmar und Ammern durchfließt. Die Ortslagen von Eigenrode, Zaunröden und Kaisershagen befinden sich auf dem zum Dün hinführenden Muschelkalk-Plateau. Der niedrigste Punkt der Gemeinde liegt mit 210 m NN am Pegel Ammern im Süden, der höchste mit 465,6 m NN an der Eigenröder Warte im Norden.

### Nachbargemeinden
Im Süden und Osten grenzt Unstruttal an die Stadt Mühlhausen/Thüringen, im Südosten an die Stadt Nottertal-Heilinger Höhen, im Westen an die Stadt Dingelstädt und im Norden an die Gemeinden Niederorschel und Helbedündorf.

### Gewässer
Unweit südwestlich von Ammern befindet sich der vom Thüringer Landesamt für Umwelt, Bergbau und Naturschutz für die Hochwasserwacht betriebene Unstrutpegel „Ammern“. Die mittlere Durchflusshöhe der Unstrut liegt dort bei 0,75 m, die niedrigste Höhe lag bei 0,57 m. Das höchste Hochwasser am 1939 eingerichteten Pegel wurde am 4. Juni 1981 mit 4,10 m gemessen. Südwestlich von Ammern mündet mit der Luhne der einzige Bach auf dem Gemeindegebiet rechtsseitig in die Unstrut. Ansonsten sorgen dort nur selten Wasser führende Trockentäler für nennenswerten Zufluss nach der Schneeschmelze, Regenperioden oder Starkregenereignissen. Insbesondere sind dies der Röttelseegraben bei Ammern, das Flachstal bei Reiser und das Schneidertal bei Horsmar. Luhne und Röttelseegraben sind mit Wasserrückhaltebecken abgedämmt.

## Geschichte
Die Zusammenlegung von sechs Gemeinden zur neuen Gemeinde Unstruttal wurde von den Gemeinderäten der Altgemeinden im März 1995 beschlossen und am 14. März 1995 von den Bürgermeistern unterschrieben. Sie trat am 2. September 1995 in Kraft. Die Verwaltungsgemeinschaft Unstrut-Luhne, der alle Gemeinden angehörten, wurde gleichzeitig aufgelöst. Erster Bürgermeister der Gemeinde war bis 2007 Rolf-Peter Rommel.
Am 1. Januar 2023 traten die Ortsteile Dörna und Lengefeld der Gemeinde Anrode, der Ortsteil Zaunröden der Gemeinde Dünwald sowie die Gemeinde Menteroda der Gemeinde Unstruttal bei.

## Politik

### Gemeinderat
Der Rat der Gemeinde Unstruttal besteht aus 16 Ratsfrauen und Ratsherren. Die Gemeinderatswahl am 26. Mai 2024 führte zu folgendem Ergebnis:
| Partei / Liste                       | Stimmenanteil | Sitze |
| Christlich Demokratische Union (CDU) | 15,5 %        | 3     |
| Bürgerinitiative Unstruttal          | 49,4 %        | 10    |
| Freie Wählergemeinschaft Menteroda   | 20,5 %        | 4     |
| Freie Wähler Lengefeld               | 09,4 %        | 2     |
| Wählergemeinschaft Dörna             | 05,3 %        | 1     |

Frühere Kommunalwahlen ergaben folgende Sitzverteilungen im Gemeinderat:
| Partei / Liste                                | Sitze 2004 | Sitze 2009 | Sitze 2014 | Sitze 2019 |
| Christlich-Demokratische Union (CDU)          | 4          | 4          | 4          | 3          |
| Sozialdemokratische Partei Deutschlands (SPD) | 5          | 5          | 5          | 4          |
| Bürgerinitiative Ammern 90                    | 5          | 5          | 4          | 5          |
| Freie Wähler                                  | 2          | 1          | 2          | 2          |
| Ortsteilrat Horsmar                           | –          | 1          | 1          | 2          |

### Bürgermeister
Der hauptamtliche Bürgermeister ist seit dem 1. Dezember 2019 Michael Hartung.

### Wappen
Das Gemeindewappen zeigt oben einen sechsblättrigen goldenen Lindenzweig und unten ein silbernes Mühleisen, das durch einen erniedrigten silbernen Wellenbalken grün über rot geteilt ist.

## Wirtschaft und Infrastruktur

### Wirtschaft
Gewerbegebiete befinden sich im Norden von Ammern, südwestlich von Reiser, nördlich von Menteroda und am Dachriedener Bahnhof. Die übrigen Ortsteile sind ländlich geprägt. Ein landwirtschaftlicher Großbetrieb hat seinen Sitz im Norden von Eigenrode.
Der Ortsteil Menteroda war jahrzehntelang vom Kalibergbau geprägt.
Im Bereich des Ortsteiles Beyrode befand sich in den 1930er und 40er Jahren eine Rüstungsfabrik der Firma Wagner & Co. Sie produzierte in einer neu errichteten Rüstungsfabrik Maschinengewehre und Gewehrteile mit Hilfe von 1.500 Zwangsarbeitern aus mehreren Ländern.

### Infrastruktur
Unstruttal liegt an der Bahnstrecke Gotha–Leinefelde und ist mit dem Haltepunkt Ammern und dem Bahnhof Dachrieden an die RB 52 angeschlossen. Durch die Gemeinde führt mit der Bundesstraße 247 eine Hauptverbindungsachse in Richtung Göttingen. Der Ortsteil Menteroda ist Endpunkt der Bahnstrecke Ebeleben-Menteroda, einem Reststück der einstigen Bahnstrecke Greußen West–Keula.

### Wasser und Abwasser
Die Trinkwasserversorgung in den Orten Ammern, Dachrieden und Reiser wurde auf den Zweckverband Trinkwasserversorgung Mühlhausen und Unstruttal und für die Orte Horsmar mit Beyrode, Eigenrode und Kaisershagen auf den Wasserleitungsverband „Ost-Obereichsfeld“ Helmsdorf übertragen.
Die Orte Dachrieden, Kaisershagen, Eigenrode und Reiser werden durch den Abwasserzweckverband Mühlhausen und Umland, Horsmar mit Beyrode vom Zweckverband Wasserver- und Abwasserentsorgung Obereichsfeld entsorgt.